# Key Distribution Center
Pour les articles homonymes, voir KDC.
En cryptographie, un centre de distribution de clé (KDC, Key Distribution Center) est une partie d'un système de chiffrement qui permet de réduire les risques inhérents à l'échange de clés. 

## Principe de base
En général, le KDC authentifie le client, puis lui transmet une nouvelle clé via une cryptographie symétrique, ensuite le client utilisera la clé pour échanger des informations via une Cryptographie asymétrique.
En général (mais pas toujours), le KDC partage une clé avec chacun de ses clients.